# Chalcionellus sibiricus
Chalcionellus sibiricus är en skalbaggsart som beskrevs av Rolf Martin Theodor Dahlgren 1969. Chalcionellus sibiricus ingår i släktet Chalcionellus och familjen stumpbaggar. Inga underarter finns listade i Catalogue of Life.